# Lacus Somniorum

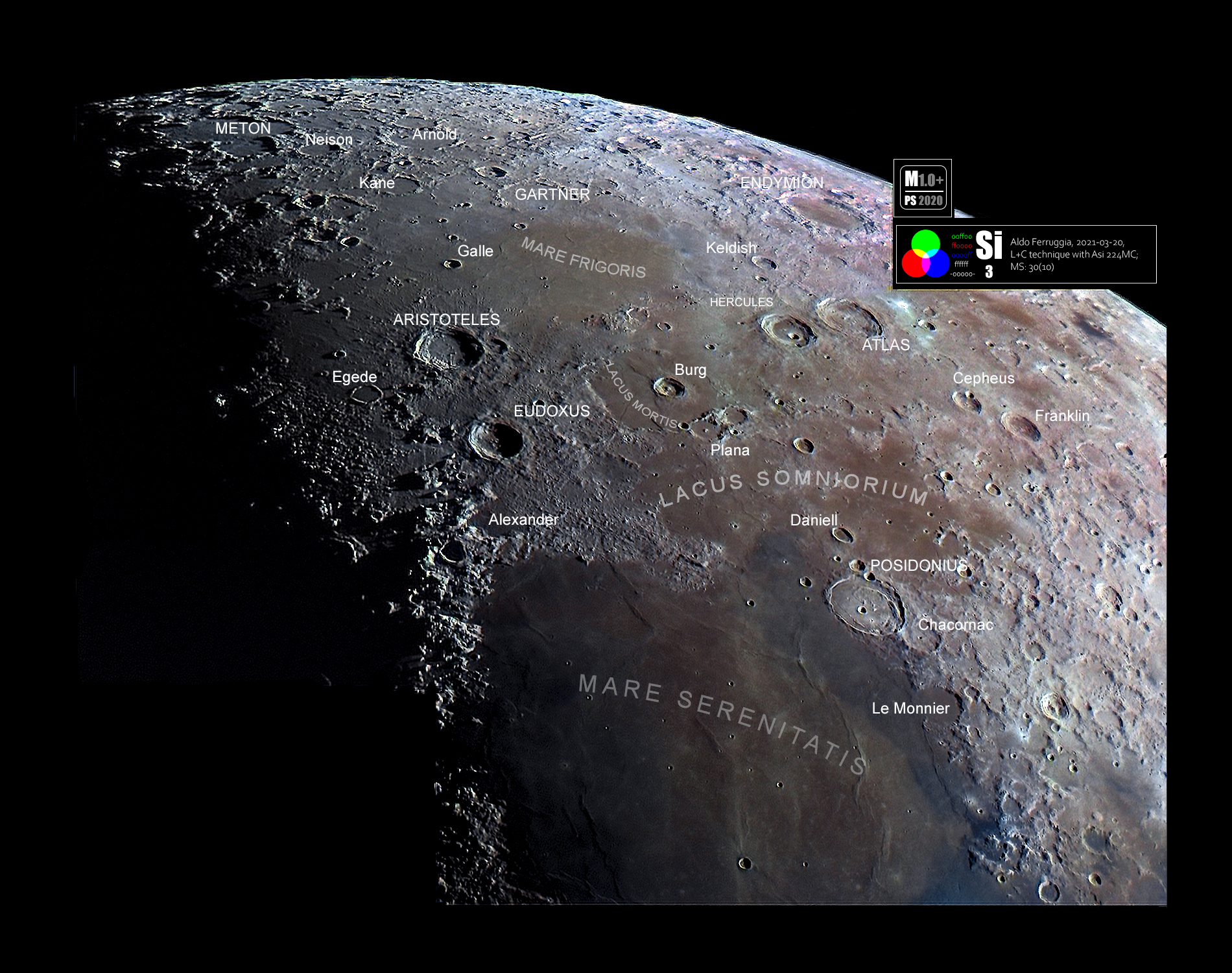
Immagine selenocromatica dell'area di Lacus Somniorum

Il Lacus Somniorum ("Lago dei sogni", in latino) è un mare lunare situato nella zona nordorientale della Luna. Giace entro un diametro di 384 km ed il suo nome fu scelto dall'astronomo italiano Giovanni Riccioli.
Lacus Somniorum ha una forma molto irregolare, con bordi piuttosto mal definiti. La superficie ha la stessa bassa albedo dei maggiori mari lunari ed è costituita da flutti di lava basaltica.
Verso sudest è unito al Mare Serenitatis attraverso un'ampia apertura a nordovest del cratere Posidonius. Questo cratere costituisce il confine occidentale e meridionale, che si estende verso est fino a circa 41° di longitudine prima di piegare a nordovest. Lungo il confine meridionale è unito al cratere Hall e ad una lunga rima (150 km) chiamata Rima G. Bond per il cratere G. Bond a sud di Hall.
Il confine orientale arriva vicino al piccolo cratere Maury prima di continuare verso nord e raggiungere così ciò che rimane del cratere Williams. Da qui il confine prosegue verso ovest. Una stretta regione separa il Lacus Somniorum dal più piccolo Lacus Mortis verso nord. Questa striscia di terreno roccioso include i crateri sommersi Mason e Plana.
Infine il lago curva nuovamente a sud, riunendosi in una regione rocciosa lungo il confine settentrionale del Mare Serenitatis. Nella metà sud di questa zona del bordo, si trova un sistema di rime denominato Rimae Daniell. Queste prendono il nome dal cratere Daniell, una piccola formazione a nord di Posidonius che è circondata dal Lacus Somniorum. A nord di Daniell, vicino al margine settentrionale di questa formazione, vi è il piccolo cratere Grove.
La rimanente superficie del Lacus Somniorum è caratterizzata solo da piccoli crateri, creste (dorsa) minori e tracce di raggiere che forniscono un contrasto brillante con il terreno scuro.